# Gorre (rivière)
Pour les articles homonymes, voir Gorre (homonymie).
La Gorre est une rivière française, coulant presque entièrement dans le département de la Haute-Vienne. C'est un affluent gauche de la Vienne, donc un sous-affluent de la Loire. La Gorre conflue sur la limite des communes de Saillat-sur-Vienne et d'Étagnac en Charente.

## Géographie
D'une longueur de 39,2 kilomètres, elle prend sa source à l'est de la ville de Châlus, au sud-ouest du département de la Haute-Vienne. 
Son parcours, assez linéaire, va du sud-est vers le nord-ouest. Elle passe par Gorre et Saint-Laurent-sur-Gorre puis entre dans une vallée encaissée près de Saint-Auvent et reçoit peu après les eaux du Gorret. 
Après avoir passé près de Rochechouart, elle se jette dans la Vienne à Saillat-sur-Vienne, à la limite des départements de la Haute-Vienne et de la Charente.

## Affluents
Le Gorre a quinze tronçons affluents référencés dont :
- le Trinsolas ;
- le Petit Gorret, long de 3,2 km (rive gauche) ;
- le Sousmagnas ;
- le Villegoureix.

## Hydrologie
Le débit moyen annuel de la Gorre à Chaillac-sur-Vienne, localité située non loin de son confluent, est de 2,14 m3/s, et cela pour une surface de 186 km2, soit presque la totalité de son bassin versant.
Comme toutes les rivières de l'ouest du département, la Gorre est plus irrégulière que les cours d'eau situés plus à l'est (en amont de Limoges), la Combade par exemple. La rivière présente les fluctuations saisonnières de débit typiques du Limousin, avec des crues hivernales de décembre à avril inclus, et des basses eaux de fin d'été et de début d'automne, de juillet à octobre.
En période d'étiage, le VCN3 peut chuter jusque moins de 0,09 m3/s, soit moins de 90 litres par seconde.
Les crues peuvent être considérables pour une aussi petite rivière. Les QIX 2 et QIX 5 valent respectivement 22 et 33 m3/s. Le QIX 10 est de 40 m3/s.